# Artaban IV.
Artaban IV., partski vladar neznanega porekla, ki je vladal leta 80-81 kot rival Pakorja II. Partskega.  Njegovi kovanci so zelo podobni kovancem Artabana III., zato je bil morda njegov sin, * ni znano, † ni znano.
Ko je partski prestol nasledil Pakor II. (vladal 78-105), se mu je Artaban IV. uprl in vladal približno od leta 80 do 81. Na kovancih se je naslavljal z Arsak Artaban in bil očitno dovolj močan, da je podprl Terencija Maksima, imenovanega Lažni Neron, ki se je v Mali Aziji uprl cesarju Titu  (vladal 79-81). Artaban IV. kljub temu ni bil dovolj močan, da bi se dolgo upiral Pakorju II..  Njegova usoda po odstopu leta 81  ni poznana.
| Artaban IV. Arsakidska dinastijaRojen: ni znano Umrl: ni znano |                                                |                      |
| Vladarski nazivi                                               |                                                |                      |
| Predhodnik: Pakor II.                                          | Veliki kralj (šah) Partskega cesarstva 80 – 81 | Naslednik: Pakor II. |

## Sklic
1. ↑  Verstandig 2001, str. 293.